# Llista de rius de la Vall de Cofrents
Llista de rius, rambles i barrancs a la comarca de la Vall de Cofrents, al País Valencià.
| Nom                      | Tipus   | Conca  | Superfície conca | Longitud | Cabal      | Naixement                                  | Naixement                                              | Desembocadura                     | Desembocadura                                          | Foto |
| Nom                      | Tipus   | Conca  | Superfície conca | Longitud | Cabal      | Lloc                                       | Coord.                                                 | Lloc                              | Coord.                                                 |      |
| ------------------------ | ------- | ------ | ---------------- | -------- | ---------- | ------------------------------------------ | ------------------------------------------------------ | --------------------------------- | ------------------------------------------------------ | ---- |
| Xúquer                   | riu     |        | 42.756 km²       | 509 km   | 49,22 m³/s | Montes Universales (Ojos de Valdeminguete) | 40° 23′ 28″ N, 1° 50′ 30″ O / 40.3912°N,1.8417°O       | mar Mediterrània (Cullera)        | 39° 09′ 04″ N, 0° 14′ 11″ O / 39.1511°N,0.2363°O       |      |
| Cabriol                  | riu     | Xúquer | 4.754,2 km²      | 220 km   | 20,92 m³/s | Muela de San Juan (Aragó)                  |                                                        | riu Xúquer (emb. de l'Embarcador) | 39° 14′ 10″ N, 1° 03′ 34″ O / 39.2360053°N,1.0594615°O |      |
| el Agua (o la Espadilla) | barranc | Xúquer |                  |          |            | Loma del Cuerno (Aiora)                    | 39° 06′ 38″ N, 1° 14′ 01″ O / 39.1104173°N,1.2335442°O | riu Xúquer (Xalans)               | 39° 11′ 49″ N, 1° 04′ 37″ O / 39.1970521°N,1.0769115°O |      |
| Cautaban                 | riu     | Xúquer |                  |          |            | Teresa de Cofrents                         | 39° 07′ 03″ N, 1° 02′ 45″ O / 39.1175899°N,1.0459347°O | riu Xúquer (Xalans)               | 39° 12′ 13″ N, 1° 03′ 27″ O / 39.2035411°N,1.0575688°O |      |
| Zarra (o la Vega)        | riu     | Xúquer |                  |          |            | Aiora                                      | 39° 02′ 26″ N, 1° 09′ 32″ O / 39.0404962°N,1.1589029°O | riu Cautaban (Teresa de Cofrents) | 39° 07′ 03″ N, 1° 02′ 45″ O / 39.1175899°N,1.0459347°O |      |
| Reconque                 | riu     | Xúquer |                  |          |            | Aiora                                      | 39° 03′ 08″ N, 1° 02′ 09″ O / 39.0521348°N,1.0359064°O | riu Cautaban (Teresa de Cofrents) | 39° 07′ 03″ N, 1° 02′ 45″ O / 39.1175899°N,1.0459347°O |      |